# Imabari, Ehime
Imabari (今治市 Imabari-shi) là một thành phố thuộc tỉnh Ehime, Nhật Bản. Tính đến ngày 31 tháng 8 năm 2022, dân số ước tính thành phố là 152.111 người trong tổng số 75.947 hộ gia đình. Mật độ dân số là 360 người/km². Tổng diện tích của thành phố là 468,19 km².

## Dân số
Theo dữ liệu điều tra dân số Nhật Bản, dân số thành phố Imabari đã giảm kể từ năm 1980.